# Michael Kulikowski
Michael Kulikowski (EE. UU., 1970) es un historiador estadounidense, profesor en la Universidad de Tennessee, que se ha especializado en la historia del mundo mediterráneo durante la Antigüedad tardía. Ha publicado recientemente dos libros, Late Roman Spain and Its Cities (Johns Hopkins University Press, 2004), y Rome’s Gothic Wars from the Third Century to Alaric (Cambridge University Press, 2006), así como numerosos artículos al respecto. En 2005-2006 obtuvo una beca Solmsen en el Institut for Research in the Humanities de la Universidad de Wisconsin-Madison, trabajando en su último proyecto, The Rhetoric of Being Roman: Ideology and Politics in the Fourth Century, por el que ha sido premiado con una beca ACLS Burkhardt para 2009-2010.
Obtuvo su B.A. en la Universidad de Rutgers (1991) y su Ph.D. en la Universidad de Toronto (1998).